# NGC 4029
NGC 4029 est une galaxie spirale magellanique située dans la constellation de la Vierge. NGC 4029 a été découverte par l'astronome allemand Albert Marth en 1865.

## Caractéristiques
La classe de luminosité de NGC 4029 est II et elle présente une large raie HI. Selon la base de données Simbad, NGC 4029 est une galaxie LINER, c'est-à-dire une galaxie dont le noyau présente un spectre d'émission caractérisé par de larges raies d'atomes faiblement ionisés.

### Distance
Sa vitesse par rapport au fond diffus cosmologique est de 6 475 ± 25 km/s, ce qui correspond à une distance de Hubble de 95,5 ± 6,7 Mpc (∼311 millions d'al).
À ce jour, trois mesures non basées sur le décalage vers le rouge (redshift) donnent une distance de 95,600 ± 3,800 Mpc (∼312 millions d'al), ce qui est à l'intérieur des valeurs de la distance de Hubble.

### Classification
Aucune barre n'est visible sur l'image obtenue des données de l'étude SDSS. La classification de spirale ordinaire de la base de données NASA/IPAC semble mieux convenir à cette galaxie.